# Stacey Ndiwa
Stacey Chepkemboi Ndiwa (née le 6 décembre 1992) est une athlète kényane, spécialiste des courses de fond. 

## Biographie
Vainqueur des Jeux du Commonwealth de la jeunesse en 2008 dans l'épreuve du 1 500 mètres, elle se classe troisième des championnats d'Afrique juniors de 2011, toujours sur 1 500 m.
Lors des championnats du monde de cross-country 2015, elle termine cinquième de l'épreuve individuelle senior, et deuxième du classement par équipes.
En 2018, elle remporte la médaille d'argent du 10 000 mètres aux Jeux du Commonwealth de Gold Coast.

## Palmarès
| Date | Compétition                            | Lieu       | Résultat | Épreuve     | Temps          |
| ---- | -------------------------------------- | ---------- | -------- | ----------- | -------------- |
| 2011 | Championnats d'Afrique juniors         | Gaborone   | 3e       | 1 500 m     | 4 min 15 s 84  |
| 2015 | Championnats du monde de cross-country | Guiyang    | 5e       | Individuel  |                |
| 2015 | Championnats du monde de cross-country | Guiyang    | 2e       | Par équipes |                |
| 2018 | Jeux du Commonwealth                   | Gold Coast | 2e       | 10 000 m    | 31 min 46 s 36 |
| 2018 | Championnats d'Afrique                 | Asaba      | 1re      | 10 000 m    | 31 min 31 s 17 |

## Records
| Épreuve  | Temps          | Lieu  | Date        |
| -------- | -------------- | ----- | ----------- |
| 10 000 m | 31 min 31 s 17 | Asaba | 4 août 2018 |